# Adlin Mair-Clarke
Adlin Victoria Mair-Clarke (* 15. November 1941 im Manchester Parish als Adlin Victoria Mair; † 6. April 2020 in New York City, Vereinigte Staaten) war eine jamaikanische Sprinterin und Hürdenläuferin.

## Leben
2020 infizierte sich Mair-Clarke mit COVID-19 und starb an den Folgen der Krankheit.

## Karriere
1962 scheiterte sie bei den British Empire and Commonwealth Games in Perth über 100 Yards, 220 Yards sowie 80 m Hürden im Vorlauf und wurde Vierte mit der jamaikanischen 4-mal-110-Yards-Stafette.
Bei den Olympischen Spielen 1964 in Tokio schied sie über 200 m und in der 4-mal-100-Meter-Staffel in der ersten Runde aus.
Zwei Jahre später wurde sie bei den British Empire and Commonwealth Games 1966 in Kingston Siebte über 100 Yards und gewann Bronze mit der 4-mal-110-Yards-Stafette.
Bei den Olympischen Spielen 1968 in Mexiko-Stadt wurde sie im Vorlauf der 4-mal-100-Meter-Staffel mit dem jamaikanischen Team disqualifiziert.
1970 erreichte sie bei den British Commonwealth Games in Edinburgh über 100 m das Halbfinale, schied über 200 m im Vorlauf aus und wurde Fünfte in der 4-mal-100-Meter-Staffel.

## Persönliche Bestzeiten
- 100 m: 11,7 s, 1966
- 220 Yards: 24,0 s, 1970 (entspricht 23,9 s über 200 m)